# K. Wah International
K. Wah International Holdings (嘉華國際集團) — крупный оператор недвижимости, базирующийся в Гонконге. Принадлежит миллиардеру Люй Чэву, владельцу игорной империи Galaxy Entertainment Group. 
K. Wah International управляет девелоперскими проектами в Гонконге, Китае и Сингапуре, занимается консалтингом, финансовыми услугами, лизингом строительной техники. Дочерняя компания K. Wah Construction Materials входит в пятерку крупнейших поставщиков стройматериалов Гонконга.
Другими дочерними компаниями K. Wah International являются Bright City Development, Chinapex Company, China Win Enterprise, Colour Day International, Full Wealth и Grand Spark.  